# کوئنتین برات
کوئنتین برات (انگلیسی: Quentin Braat؛ زادهٔ ۶ ژوئیهٔ ۱۹۹۷) بازیکن فوتبال اهل فرانسه است.
از باشگاه‌هایی که در آن بازی کرده‌است می‌توان به باشگاه فوتبال نانت اشاره کرد.
وی همچنین در تیم‌های ملی فوتبال زیر ۱۹ سال فرانسه و زیر ۲۰ سال فرانسه بازی کرده‌است.